# Wereldkampioenschappen biatlon 2008
De wereldkampioenschappen biatlon 2008 werden van 9 tot en met 17 februari gehouden in het Zweedse Östersund.
De wedstrijden tellen mee voor de wereldbeker biatlon.

## Uitslagen

### Sprint
| #      | Land | Atleet               | Detail        |
| ------ | ---- | -------------------- | ------------- |
| Goud   | RUS  | Maxim Tsjoedov       | 22.25,4 (0-0) |
| Zilver | NOR  | Halvard Hanevold     | 22.45,2 (0-0) |
| Brons  | NOR  | Ole Einar Bjørndalen | 22.55,4 (0-2) |
| 50     | NED  | Herbert Cool         | 24.45,9 (0-0) |
| 100    | BEL  | Pascal Langer        | 27.25,7 (2-1) |
| 106    | BEL  | Vincent Naveau       | 28.06,0 (0-3) |

| #      | Land | Atleet                     | Detail        |
| ------ | ---- | -------------------------- | ------------- |
| Goud   | GER  | Andrea Henkel              | 19.43,1 (0-0) |
| Zilver | RUS  | Albina Akhatova            | 19.55,8 (0-0) |
| Brons  | UKR  | Oksana Khvostenko          | 20.06,3 (0-0) |
| 64     | BEL  | Nathalie Santer-Bjørndalen | 22.53,0 (0-3) |

### Achtervolging
| #      | Land | Atleet               | Detail            |
| ------ | ---- | -------------------- | ----------------- |
| Goud   | NOR  | Ole Einar Bjørndalen | 31.04,5 (0-1-1-0) |
| Zilver | RUS  | Maxim Tsjoedov       | 31.14,6 (2-0-2-0) |
| Brons  | GER  | Alexander Wolf       | 31.47,3 (0-0-1-0) |
| 50     | NED  | Herbert Cool         | 35.31,8 (0-0-0-1) |

| #      | Land | Atleet               | Detail            |
| ------ | ---- | -------------------- | ----------------- |
| Goud   | GER  | Andrea Henkel        | 28.56,0 (0-0-0-0) |
| Zilver | RUS  | Jekaterina Joerijeva | 29.16,5 (0-0-0-0) |
| Brons  | RUS  | Albina Akhatova      | 29.34,5 (0-0-0-0) |

### Individueel
| #      | Land | Atleet               | Detail              |
| ------ | ---- | -------------------- | ------------------- |
| Goud   | NOR  | Emil Hegle Svendsen  | 51.51,9 (0-1-0-0)   |
| Zilver | NOR  | Ole Einar Bjørndalen | 52.23,3 (1-1-0-0)   |
| Brons  | RUS  | Maxim Maksimov       | 52.26,7 (0-0-0-0)   |
| 62     | NED  | Herbert Cool         | 59.27,4 (0-0-1-2)   |
| 95     | BEL  | Pascal Langer        | 1:04.53,0 (1-2-1-2) |
| 108    | BEL  | Vincent Naveau       | 1:11.56,0 (1-3-2-3) |

| #      | Land | Atleet                     | Detail            |
| ------ | ---- | -------------------------- | ----------------- |
| Goud   | RUS  | Jekaterina Joerijeva       | 44.23,8 (0-0-0-0) |
| Zilver | GER  | Martina Glagow             | 45.37,1 (1-0-0-0) |
| Brons  | UKR  | Oksana Khvostenko          | 46.48,2 (0-0-1-0) |
| 66     | BEL  | Nathalie Santer-Bjørndalen | 54.38,4 (3-3-0-1) |

### Massastart
| #      | Land | Atleet               | Detail            |
| ------ | ---- | -------------------- | ----------------- |
| Goud   | NOR  | Emil Hegle Svendsen  | 36.12,6 (1-0-0-0) |
| Zilver | NOR  | Ole Einar Bjørndalen | 36.13,0 (0-0-1-0) |
| Brons  | RUS  | Maxim Tsjoedov       | 36.37,5 (0-1-2-0) |

| #      | Land | Atleet               | Detail            |
| ------ | ---- | -------------------- | ----------------- |
| Goud   | GER  | Magdalena Neuner     | 39.36,5 (0-0-2-2) |
| Zilver | NOR  | Tora Berger          | 39.39,5 (1-0-0-0) |
| Brons  | RUS  | Jekaterina Joerijeva | 40.06,0 (1-0-1-0) |

### Estafette
| #      | Land/atleten                                                                       | Detail (liggend/staand)                           |
| ------ | ---------------------------------------------------------------------------------- | ------------------------------------------------- |
| Goud   | Rusland Ivan Tsjerezov Nikolaj Kroeglov Dmitri Jarosjenko Maxim Tsjoedov           | 1:21.00,7 (0-0/0-1) (0-0/0-2) (0-0/0-1) (0-0/0-1) |
| Zilver | Noorwegen Emil Hegle Svendsen Rune Bratsveen Halvard Hanevold Ole Einar Bjørndalen | 1:21.49,9 (0-0/0-1) (0-0/0-3) (0-1/0-2) (0-0/0-0) |
| Brons  | Duitsland Michael Rösch Alexander Wolf Andreas Birnbacher Michael Greis            | 1:22.43,2 (0-0/1-3) (0-0/0-1) (0-2/1-3) (0-3/0-2) |

| #      | Land/atleten                                                                 | Detail (liggend/staand)                           |
| ------ | ---------------------------------------------------------------------------- | ------------------------------------------------- |
| Goud   | Duitsland Martina Glagow Andrea Henkel Magdalena Neuner Kati Wilhelm         | 1:10.12,6 (0-0/0-0) (0-2/1-3) (0-2/0-2)           |
| Zilver | Oekraïne Oksana Yakovleva Vita Semerenko Valj Semerenko Oksano Khvostenko    | 1:10.43,5 (0-0/0-0) (0-0/0-2) (0-0/0-0)           |
| Brons  | Frankrijk Delphyne Peretto Marie Laure Brunet Sylvie Becaert Sandrine Bailly | 1:11.48,3 (0-1/0-1) (0-0/1-3) (0-1/1-3) (0-2/0-2) |

### Gemengde estafette
| #      | Land/atleten                                                                         | Detail (liggend/staand)                           |
| ------ | ------------------------------------------------------------------------------------ | ------------------------------------------------- |
| Goud   | Duitsland Sabrina Buchholz Magdalena Neuner Andreas Birnbacher Michael Greis         | 1:12.20,5 (0-0/0-0) (0-0/0-2) (0-1/0-2) (0-0/0-1) |
| Zilver | Wit-Rusland Ljoedmila Kalintsjik Darja Domratsjeva Roestam Valjoellin Sergej Novikov | 1:13.13,1 (0-0/0-1) (0-0/0-0) (0-0/0-2)           |
| Brons  | Rusland Svetlana Sleptsova Oksana Neupokojeva Nikolaj Kroeglov Dmitri Jarosjenko     | 1:13.23,4 (0-0/0-0) (0-0/0-2) (1-3/0-2) (0-0/0-2) |

## Medailles per land
| Plaats | Land        | Goud | Zilver | Brons | Totaal |
| ------ | ----------- | ---- | ------ | ----- | ------ |
| 1      | Duitsland   | 5    | 1      | 2     | 8      |
| 2      | Noorwegen   | 3    | 5      | 1     | 9      |
| 3      | Rusland     | 3    | 3      | 5     | 11     |
| 4      | Oekraïne    | 0    | 1      | 2     | 3      |
| 5      | Wit-Rusland | 0    | 1      | 0     | 1      |
| 6      | Frankrijk   | 0    | 0      | 1     | 1      |

Saalfelden 1958 · 
Courmayeur 1959 ·
Umea 1961 ·
Hämeenlinna 1962 ·
Seefeld 1963 ·
Elverum 1965 ·
Garmisch-Partenkirchen 1966 ·
Altenberg 1967 ·
Zakopane 1969 ·
Östersund 1970 ·
Hämeenlinna 1971 ·
Lake Placid 1973 ·
Minsk 1974 ·
Antholz 1975 ·
Antholz 1976 ·
Vingrom 1977 ·
Hochfilzen 1978 ·
Ruhpolding 1979 ·
Lahti 1981 ·
Minsk 1982 ·
Antholz 1983 ·
Chamonix 1984 ·
Egg am Etzel / Ruhpolding 1985 ·
Falun / Oslo 1986 ·
Lahti / Lake Placid 1987 ·
Chamonix 1988 ·
Feistritz 1989 ·
Minsk / Olso / Kontiolahti 1990 ·
Lahti 1991 ·
Novosibirsk 1992 ·
Borovec 1993 ·
Canmore 1994 ·
Antholz 1995 ·
Ruhpolding 1996 ·
Brezno-Osrblie 1997 ·
Pokljuka / Hochfilzen 1998 ·
Kontiolahti / Oslo 1999 ·
Oslo / Lahti 2000 ·
Pokljuka 2001 ·
Oslo 2002 ·
Chanty-Mansiejsk 2003 ·
Oberhof 2004 ·
Hochfilzen / Chanty-Mansiejsk 2005 ·
Pokljuka 2006 ·
Antholz 2007 ·
Östersund 2008 ·
Pyeongchang 2009 ·
Chanty-Mansiejsk 2010 ·
Chanty-Mansiejsk 2011 ·
Ruhpolding 2012 ·
Nové Město 2013 ·
Kontiolahti 2015 ·
Oslo 2016 ·
Hochfilzen 2017 ·
Östersund 2019 ·
Antholz 2020 ·
Pokljuka 2021 ·
Oberhof 2023 ·
Nové Město 2024 ·
Lenzerheide 2025